# Roger Lehni
Roger Lehni, né le 9 août 1936 à Mulhouse et mort le 30 octobre 2011 est un historien d’art français spécialiste de l’art alsacien.

## Biographie
Roger Lehni naît le 9 août 1936 à Mulhouse. Son père est Eugène Albert Lehni, ingénieur, et sa mère Joséphine Goutte. Il fait ses études secondaires au lycée de Mulhouse, où il obtient en 1954 le baccalauréat scientifique, option philosophie. Entré par la suite à la faculté des lettres de Strasbourg où il suit les cours d’histoire de Georges Livet, Philippe Dollinger et Francis Rapp, puis également d’histoire de l’art et d’archéologie, obtenant une licence d’histoire de l’art et une licence d’enseignement de l’histoire-géographie. Il poursuit avec un diplôme d’études supérieures sous la direction de Marcel Anfrey puis de Louis Grodecki. Le sujet est l’architecture religieuse du XVIIIe siècle en Alsace, un sujet presque totalement inexploré à l’époque. Il obtient le DES en 1962 puis le Certificat d'aptitude au professorat de l'enseignement du second degré d’histoire-géographie en 1963. Ce dernier est surtout choisi comme une solution d’attente, le temps de préparer une thèse,.
Il vient à peine de recevoir son affection en 1964 quand Grodecki lui propose d’entrer à la commission régionale de l’inventaire des monuments et richesses artistiques de la France. Il démissionne alors de l’Éducation nationale pour devenir secrétaire régional de la commission pour l’Alsace. En 1985, il soutient avec succès une thèse sur travaux sous la direction d’Albert Châtelet à l’Université Strasbourg-II, dont le sujet est Recherches sur l’art en Alsace. Nommé conservateur général du patrimoine, il reste à l’Inventaire jusqu’à sa retraite en août 2001,.
Roger Lehni meurt le 30 octobre 2011.

## Travaux

### Inventaire
La commission régionale de l’Inventaire d’Alsace est parmi les premières à être créée et il n’existe alors pas vraiment de méthodologie quant à la manière de procéder. Outre la question du « comment », se pose également la question du « quoi » : jusqu’alors, le recensement du patrimoine se fonde sur des notions d’ancienneté et d’esthétique, en excluant ce qui est postérieur au XVIIIe siècle ou n’entre pas dans des critères classicistes. Une telle définition étroite du patrimoine revient à exclure de larges pans du territoire de l’inventaire, aussi Roger Lehni propose une définition plus large : « l’ensemble des constructions ou objets que nous avons hérités du passé [...] et que nous tenons à conserver ».
L’une des principales difficulté de l’Inventaire est le temps : Roger Lehni dirige d’abord l’inventaire fondamental des cantons de Guebwiller, Saverne et Thann, mais ce travail prend quinze ans. Pensant qu’il faut aller plus vite, il introduit en 1994 une autre méthode, l’inventaire préliminaire, dont le but est de réaliser en quelques années un inventaire sommaire pour l’ensemble de la région, permettant de fournir un premier état et d’orienter ensuite des campagnes ciblées. Lorsqu’il prend sa retraite, 90 % du territoire régional est couvert, ce qui constitue alors le meilleur résultat parmi les régions de France.
Afin de faire connaître le patrimoine à un plus large public, il lance également les collections Images du Patrimoine et Patrimoine d’Alsace. Il initie également en 1979 l’association pour la connaissance et l'étude du patrimoine alsacien, dont le but est de soutenir l’action de l’Inventaire.

### Publications
En dehors des publications liées à son travail à l’Inventaire, Roger Lehni publie des travaux de recherche sur l’architecture et le mobilier des XVIIe et XVIIIe siècles, ainsi que sur la peinture et la sculpture médiévales.